# Stefany Castillo
Stefany Castillo (* 14. Februar 1997) ist eine kolumbianische Leichtathletin, die sich auf den Stabhochsprung spezialisiert hat. Sie ist aktuell Inhaberin des Landesrekordes und wurde 2021 Südamerikameisterin.

## Sportliche Laufbahn
Erste internationale Erfahrungen sammelte Stefany Castillo im Jahr 2019, als sie bei den Juegos Bolivarianos in Santa Marta mit übersprungenen 4,00 m die Silbermedaille hinter der Venezolanerin Robeilys Peinado gewann. Im Jahr darauf belegte sie bei den Zentralamerika- und Karibikspielen in Barranquilla mit 4,05 m den vierten Platz und gewann anschließend mit 4,20 m die Bronzemedaille bei den Ibero-Amerikanischen Meisterschaften in Trujillo hinter der Brasilianerin Juliana Campos und Maialen Axpe aus Spanien. Anschließend gewann sie bei den U23-Südamerikameisterschaften in Cuenca mit 4,20 m die Silbermedaille hinter Juliana Campos. 2019 gewann sie bei den Südamerikameisterschaften in Lima mit einer Höhe von 4,11 m die Silbermedaille hinter Robeilys Peinado aus Venezuela und anschließend erreichte sie bei den Panamerikanischen Spielen ebendort mit 4,25 m Rang sieben. 2021 siegte sie dann mit neuem Landesrekord von 4,30 m bei den Südamerikameisterschaften in Guayaquil und im Jahr darauf sicherte sie sich bei den Juegos Bolivarianos in Valledupar mit 3,90 m die Bronzemedaille hinter den Peruanerinnen Nicole Hein und Alejandra Arévalo, ehe sie bei den Südamerikaspielen in Asunción keinen gültigen Versuch zustande brachte.
2023 gewann sie bei den Zentralamerika- und Karibikspielen in San Salvador mit 4,30 m die Silbermedaille hinter der Venezolanerin Robeilys Peinado. Anschließend gewann sie bei den Südamerikameisterschaften in São Paulo mit 4,20 m die Bronzemedaille hinter der Brasilianerin Juliana Campos und Peinado aus Venezuela. Im November wurde sie bei den Panamerikanischen Spielen in Santiago de Chile mit übersprungenen 4,20 m Sechste. Im Jahr darauf gewann sie bei den Ibero-Amerikanischen Meisterschaften in Cuiabá mit 4,30 m die Bronzemedaille hinter der Venezolanerin Peinado und Andrea San José aus Spanien.
In den Jahren 2017 und 2018 sowie 2021 und 2022 wurde Castillo kolumbianische Meisterin im Stabhochsprung.